# Bisinchi
Bisinchi är en kommun i departementet Haute-Corse på ön Korsika i Frankrike. Kommunen ligger i kantonen Castifao-Morosaglia som tillhör arrondissementet Corte. År 2022 hade Bisinchi 198 invånare.

## Befolkningsutveckling
Antalet invånare i kommunen Bisinchi
Referens:INSEE